# 中西太 (日本テレビ)
中西 太（なかにし ふとし）は、日本のテレビプロデューサー。元日本テレビ社員。

## 人物
三重県四日市市出身。北海道大学農学部卒業。1991年、日本テレビへ入社し、編成局でディレクター、プロデューサー、営業局で勤務。1998年、当時日本テレビアナウンサーだった角田久美子と結婚。2002年に離婚。　

### 職歴
2013年11月30日まで情報カルチャー（旧：エンタテインメント）局プロデューサー。
2013年12月1日から2015年5月31日まで営業局CM部担当副部長。
2016年6月1日から2017年5月31日まで営業局営業企画部担当副部長。
2017年6月1日からBS日本編成局CPグループチーフプロデューサー。
2018年11月1日からBS日本営業局営業推進部副部長。
2019年6月1日からBS日本編成局制作部副部長。
2021年12月1日からICT戦略本部プロデューサー。
2024年に日本テレビを退職した。

## 担当番組(過去)

### ディレクター
- 進め!電波少年
- ウッチャンナンチャンのウリナリ!!
- ザ!鉄腕!DASH!!
- 平成あっぱれテレビ
- 24時間テレビ

### プロデューサー
- 松紳
- 天才!志村どうぶつ園
- アナ☆パラ
- ラジかるッ
- おもいッきりDON!
- PON!
- スッキリ!!

### チーフプロデューサー
- キズナアイのBEATスクランブル（BS日テレ）
- Hulu傑作シアター（以前はプロデューサー）

### 営業
- 週刊オリラジ経済白書